# 登記法
登記法（とうきほう、明治19年8月13日法律第1号）は、登記手続に関する法律である。
1886年（明治19年）8月11日成立、同月13日公布、1887年（明治20年）2月1日施行。
船舶売買書入質手続（明治10年太政官布告第28号）、土地売買譲渡規則（明治13年太政官布告第52号）、地券証印税則（明治14年太政官布告第30号）その他従前の法律規則中において本法に抵触するものは、本法施行の日から廃止された（本法附則38条）。
本法は、旧不動産登記法（明治32年法律第24号）、「登記法中特許意匠及商標ノ登記ニ関スル規定廃止法律」（明治32年法律第44号）および船舶法によって、次のとおり廃止された。
- 本法中地所および建物の登記に関する規定 - 1899年（明治32年）6月16日から廃止（旧不動産登記法附則161条[1]、不動産登記法施行期日ノ件（明治32年勅令第134号）[2]）
- 本法中特許、意匠および商標の登記に関する規定 - 1899年（明治32年）7月1日から廃止（登記法中特許意匠及商標ノ登記ニ関スル規定廃止法律[3]、旧々々特許法〈明治32年法律第36号〉附則52条[4]、旧々々意匠法〈明治32年法律第37号〉附則23条[5]、旧々々商標法〈明治32年法律第38号〉附則22条[6]）
- 本法中船舶の登記に関する規定 - 1899年（明治32年）6月16日から廃止（船舶法附則34条2項[3]、商法施行期日ノ件〈明治32年勅令第133号〉[2]）

内閣制度の発足に伴い法令の形式を一新した公文式に基づき制定、公布された最初の「法律」である。

## 概要

### 総則
- 地所、建物又は船舶の売買、譲与（贈与）、質入（占有担保）又は書入（非占有担保）の登記を請おうとする者は、本法に従い、地所及び建物はその所在地の、船舶はその定繋場の登記所に登記を請わなければならない（1条）。
- 地所、建物及び船舶の売買、譲与、質入及び書入の登記は、始審裁判所長が監督しなければならない（2条）。
- 登記事務は、治安裁判所において取り扱う（3条前段）。治安裁判所が遠隔の地方においては、郡区役所その他司法大臣が指定する所において取り扱わせる（3条後段）。
- 登記所の位置及び管轄の区域は、司法大臣が定める（4条）。
- 登記官吏は、登記事務の取扱いについては、始審裁判所長の監督を受ける（5条）。
- 登記簿に登記をした地所、建物及び船舶の売買、譲与、質入及び書入は、第三者に対して法律上その効力がないものとする（6条）。
- 地所、建物及び船舶の売買、譲与、質入及び書入について登記すべき概目は、次のとおり（7条）。

1. 地所は、郡区町村名、字、番地、地目、反別又は坪数、地券面の価格
2. 建物は、郡区町村名、字、番地、地目、構造の種類、建坪、造作の有無
3. 西洋形船舶は、汽船、風帆船の区別、船名、番号、登簿トン数、公称馬力、汽機及び汽罐の種類、端船その他必要な所属品
4. 日本形船舶は、船名、番号、積石数、間数、端船その他必要な所属品
5. 登記の事由
6. 金額
7. 質入又は書入は、その期限及び利息
8. 所有者及び登記を受ける者の氏名及び住所
9. 一筆の地所は、一棟の建物を区別し、売買、譲与、質入又は書入をするときは、その事実
10. 二番以降の書入をし、書入にしたものを質入とし、又は質入にしたものを書入とするときは、その事実
11. 登記の年月日

- 登記を請う者があるときは、登記官吏が直ちに7条の概目を審査して登記簿に登記し、本人にこれを示し、又は読み聞かせた上で、本人に署名捺印させて、かつ、これに署名捺印しなければならない（8条）。
- 地所、建物又は船舶に関する差押え、仮差押え、差留、仮差留、仮処分及び地所又は建物の収益差押えについては、裁判所の命令書によって登記簿にその記入をしなければならない（9条1項）。この記入は、裁判所の命令があるときでなければ、取り消すことができない（9条2項）。
- 登記は、15条2項、16条、17条及び18条を除くほか、契約者双方の請求又は裁判所の命令があるときでなければ、これをし、変更し、又は取り消すことができない（10条）。
- 登記の謄本、抜書又は一覧を要する者は、その登記所に出頭して請求することができる（11条）。
- 登記官吏の職務執行に関して不服がある者は、管轄始審裁判所に対して抗告することができる（12条）。
- 登記に関する取扱いの手続及び登記簿の書式は、司法大臣が定める（13条）。

### 売買及び譲与
- 地所、建物又は船舶の売買又は譲与について登記を請うときは、契約者双方が出頭してその証書を示さなければならない（14条1項）。この場合において、その物件が質入又は書入にかかるときは、買受人又は譲受人がこれを了知している旨を申し出てその記入を請わなければならない（14条2項）。
- 家督相続によって地所、建物又は船舶の登記を請うときは、双方が出頭してその証書を示さなければならない（15条1項）。死亡者、失踪者又は離縁戸主が遺留した地所、建物又は船舶を相続する者が登記を請うときは、親族が、親族がないときは近隣の戸主2名以上が連署した書面を差し出し、かつ、証明書類があるものはこれを示さなければならない（15条2項）。
- 行政官庁の公売処分によって地所、建物又は船舶の所有権を得た者が登記を請うときは、落札達書及びその代金完納の証書を示さなければならない（16条）。
- 官有の地所、建物又は船舶の払下げ又は無代価下渡しを受けて登記を請うときは、その指令の本書又は達書を示さなければならない（17条）。
- 民有の地所、建物又は船舶を官有としたときは、その官庁は、7条の概目を示して登記を求めなければならない（18条）。
- 裁判執行上の糶売又は入札によって地所、建物又は船舶の所有権を得た者があるときは、裁判所の命令によってその登記をしなければならない（19条）。
- 地所又は船舶の売買又は譲与の登記を受けて地券鑑札の下付又は書換えを請おうとする者は、登記所から登記済みの証を受けなければならない（20条）。

### 質入及び書入
- 地所、建物又は船舶の質入又は書入について登記を請うときは、契約者双方が出頭してその証書を示さなければならない（21条1項）。貸借のためではなく義務を果たすべき保証のために地所、建物又は船舶を質入又は書入としてその登記を請う者も、21条1項の規定によらなければならない（21条2項）。
- 書入の地所、建物又は船舶を重ねて書入とするときは、第二債主（債権者）がこれを了知している旨を申し出てその記入を請わなければならない（22条前段）。書入となった地所を質入とし、又は質入となった地所を書入とするときも同様とする（22条後段）。
- 質入又は書入の契約の全部又は一部の解除又は変更について登記を請うときは、契約者双方が出頭してその証書を示さなければならない（23条）。
- 同一の地所、建物又は船舶について数個の登記をするときは、その登記を請う日時の前後によって登記の順序を定める（24条）。

### その他
本法においては、上記のほか、登記料及び手数料並びに罰則についても規定された。

## 改正

### 明治20年改正
本法は、登記法中改正ノ件（明治20年法律第1号）によって、次のとおり改正された。
- すでに登記を受けた地所、建物又は船舶に変更を生じ、又は亡失若しくは破壊したときは、その物件の所有者から登記の変更又は取消しを請わなければならない（1条2項新設）。
- 10条の除外規定に1条2項を追加。
- 20条に「売買又は譲与の登記を受けて」と規定されていたのを「売買又は譲与によって」と修正。

### 明治23年改正
本法は、登記法中改正追加ノ件（明治23年法律第78号）によって、特許、意匠及び商標に関する登記手続が規定され、次のとおり改正された。
- 農商務省特許局において登録した特許、意匠及び商標の登記は、本人の居住地を管轄する登記所においてしなければならない（1条3項新設）。
- 8条の規定を次のとおり全文改正。
  - 登記は、契約者双方又はその代理人が登記所に出頭して請求しなければならない（8条1項）。 - 登記簿の展示又は読み聞かせ及び本人の署名押印を廃止。
  - 登記を請う者があるときは、登記官吏は、受付帳に記載し、契約者が差し出した書類の受取証を下付しなければならない（8条2項）。
  - 登記をするには、登記の番号を記し、登記官吏が署名捺印しなければならない（8条3項）。
- 差押え等については、裁判所の命令書のほか、官庁の照会書によることも許容（9条1項）。
- 9条2項を削除した上で、9条1項の差押え等の記入は、裁判所又は官庁から直ちに求めなければならない旨を規定（9条2項）。
- 11条の手続について、出頭義務を廃止。
- 14条の規定を次のとおり全文改正。
  - 14条1項の手続について、契約者双方が署名捺印した証書の謄本1通の提出義務を追加（14条1項本文）。ただし、9条、16条、17条、18条及び19条の登記については、証書を示す義務を免除（14条1項ただし書）。
  - 14条1項の謄本は、登記簿の一部として添え置かなければならない（14条2項）。
  - 14条1項の証書に塗抹改竄があって利害関係人が承諾した証がなく登記官吏の求めに応じて請求者から疎明することができないときは、登記官吏は、登記を拒絶することができる（14条3項）。
- 15条2項の手続について、書面提出義務ある親族を2名以上に増加。
- 16条2項を新設し、同条の手続について、登記はその処分をした官庁から直ちに求めなければならない旨を規定（16条2項前段）。同項の規定は、17条及び19条の場合に準用する（16条2項後段）。
- 21条1項の規定を全文改正し、14条を準用する旨のみを規定。
- 23条の規定を全文改正し、14条を準用する旨のみを規定。
- その他登記料に関する規定等を改正。